# Port lotniczy Turbat
Port lotniczy Turbat (IATA: TUK, ICAO: OPTU) – międzynarodowy port lotniczy położony w mieście Turbat, w prowincji Beludżystan, w Pakistanie.